# Günther Lüders
Günther Lüders, född 5 mars 1905 i Lübeck, Kejsardömet Tyskland, död 1 mars 1975 i Düsseldorf, Västtyskland, var en tysk skådespelare och regissör inom teater och film. Under åren 1922-1924 tog han lektioner i skådespeleri. Han debuterade därefter på Lübecks stadsteater. Han medverkade i kabaretföreställningar under 1930-talet, bland dem Die Katakombe. Dess politiska texter drog åt sig Gestapos uppmärksamhet och gjorde att han under några veckor internerades i koncentrationsläger. Trots detta kunde han senare under 1930-talet och 1940-talet fortsätta medverka i film. Han medverkade i över 100 filmer och ett 20-tal TV-produktioner under åren 1934-1975.

## Filmografi, urval
- 1934 – Inom tjugofyra timmar
- 1935 – Skandalflickan
- 1941 – Fröken Casanova
- 1941 – Kärleksduellen
- 1942 – Håll mej kär!
- 1944 – Människor i hamn
- 1952 – Pappa behöver en fru
- 1953 – Tre skojares bravader
- 1955 – Tre män i snö
- 1958 – Värdshuset i Spissart
- 1958 – Flickan från storstaden
- 1959 – Buddenbrooks – en familjs ära och förfall
- 1969 – Jag är en elefant, madame